# COX19
COX19 (англ. COX19, cytochrome c oxidase assembly factor) – білок, який кодується однойменним геном, розташованим у людей на 7-й хромосомі. Довжина поліпептидного ланцюга білка становить 90 амінокислот, а молекулярна маса — 10 394.
| 10         |  | 20         |  | 30         |  | 40         |  | 50         |
| ---------- |  | ---------- |  | ---------- |  | ---------- |  | ---------- |
| MSTAMNFGTK |  | SFQPRPPDKG |  | SFPLDHLGEC |  | KSFKEKFMKC |  | LHNNNFENAL |
| CRKESKEYLE |  | CRMERKLMLQ |  | EPLEKLGFGD |  | LTSGKSEAKK |  |            |

A: Аланін

C: Цистеїн

D: Аспарагінова кислота

E: Глутамінова кислота

F: Фенілаланін

G: Гліцин

H: Гістидин

K: Лізин

L: Лейцин

M: Метіонін

N: Аспарагін

P: Пролін

Q: Глутамін

R: Аргінін

S: Серин

T: Треонін

Задіяний у такому біологічному процесі, як ацетилювання. 
Локалізований у цитоплазмі.